# Maik Landsmann

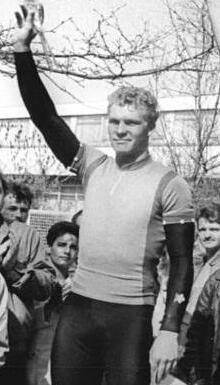
Maik Landsmann (1988)

Maik Landsmann (* 25. Oktober 1967 in Erfurt) ist ein ehemaliger deutscher Radrennfahrer.
Landsmann war im Straßenradsport aktiv und begann 1977 mit dem Radsport. 1985 gewann er die nationale Meisterschaft im Straßenrennen der Junioren. Während seiner Laufbahn in der DDR startete er für den SC Turbine Erfurt, der 1990 zum TSV Erfurt wurde. Für diesen Verein bestritt er auch Anfang der 1990er Jahre die Rad–Bundesligawettbewerbe. Seine Stärke war das 100-km-Mannschaftszeitfahren. In dieser Disziplin wurde er 1989 Weltmeister und 1990 Vizeweltmeister.
Den größten Erfolg konnte er jedoch 1988 mit der DDR-Mannschaft erringen, als er zusammen mit Uwe Ampler, Mario Kummer und Jan Schur Olympiasieger in Seoul das Mannschaftszeitfahren gewann und im selben Jahr zum DDR-Sportler des Jahres mit der Mannschaft gewählt wurde. Für den Sieg bei den Olympischen Spielen in Seoul wurde er mit dem Vaterländischen Verdienstorden in Gold ausgezeichnet. Landsmann hatte zahlreiche Einsätze für die DDR–Nationalmannschaft bei Landesrundfahrten. So konnte er 1986 Zweiter in der Tunesien–Rundfahrt werden. Bei vier Teilnahmen an der Österreich-Rundfahrt konnte er insgesamt vier Etappen gewinnen. Große Eintagesrennen konnte er nicht gewinnen, er wurde jedoch 1987 Dritter beim traditionsreichen Rennen Rund um Berlin.
Nach der Wende blieb Landsmann, im Gegensatz zu vielen ehemaligen DDR-Radrennfahrern, Amateur und beendete 1996 seine Karriere.